# アンヴァリッド橋
アンヴァリッド橋（仏: Pont des Invalides）は、フランス・パリのセーヌ川に架かる橋である。
この橋ははじめアンヴァリッドの正面、現在アレクサンドル3世橋があるところに架けられる予定だった。1821年アンリ・ナビエがセーヌ川に支柱を持たない吊橋の構想を立てた。そして建設は1824年に始まったのだが、落盤がおこり橋は供用される前に解体を余儀なくされたのだった。
アンヴァリッドの眺めが悪くなるという不満の声があったので当局は橋の位置を下流に移すことにした。今度はド・ヴェルジュとバヤール・ド・ラ・ヴァントリがセーヌ川に20メートルの高さの門型の主塔を2本持つ吊橋を設計した。この橋は1829年に完成したが、老朽化が速く1850年には交通規制がされるほどだった。
1854年にはパリ万国博覧会を目指して橋を架け替えることになった。ポール・マルタン・ガロシェ・ド・ラガリセリとジュール・サヴァランは既にあった吊橋の橋脚を利用し、中間にもう一つ橋脚を造り石積みアーチを建てることにした。古い橋脚は戦勝記念品で飾られていたが、新しい橋脚は「陸の勝利」（上流側）「海の勝利」（下流側）という寓意的な像で飾られた。
丈夫になったにもかかわらず1878年に橋は25から30センチメートル沈下し、1880年の冬には二つのアーチが失われた。再建は年末からすぐに始められた。以来、1956年に歩道を拡張した以外は手を加えられていない。

## 交通
- メトロ1号線、13号線シャンゼリゼ-クレマンソー駅Champs-Élysées - Clemenceau下車
- メトロ8号線ラトゥール・モーブール駅La Tour-Maubourg下車
- メトロ9号線アルマ＝マルソー駅Alma - Marceau下車

## 隣の橋
（上流）コンコルド橋―アレクサンドル3世橋―アンヴァリッド橋―アルマ橋―ドゥビリ橋（下流）